# Péter Kőszegi
Péter Kőszegi (... – maggio 1289) è stato un vescovo cattolico ungherese. Fu vescovo di Veszprém dal 1275 fino alla sua morte. Fu anche arcivescovo eletto non riconosciuto di Esztergom tra il 1277 e il 1278. Come membro della potente famiglia Kőszegi, subordinò la sua diocesi agli interessi politici della famiglia al fine di estendere la sua influenza sull'Ungheria occidentale.

## Origini
Peter Kőszegi nacque nella seconda metà del 1240 nella influente e ricca famiglia Kőszegi ed era uno dei quattro figli del potente signore Enrico I. I suoi tre fratelli - Nicola I, Ivan e il giovanissimo Enrico II - vennero elevati ad alte dignità durante l'età del regno degli Arpadi.
Quando il minorenne Ladislao IV salì al trono ungherese nel 1272, il regno cadde nell'anarchia e molti gruppi di baroni combatterono uno contro l'altro per il potere supremo. Il padre di Péter, Enrico, fu una delle figure chiave in quel periodo, che entrò in alleanza con i Gutkeleds e i Geregyes, formando uno dei due principali gruppi baronali. L'altro era dominato dai clan Csák e Monoszló. Enrico fu ucciso nella battaglia di Föveny alla fine di settembre del 1274. In seguito il suo nemico Peter Csák radunò un esercito e marciò nell'Ungheria occidentale contro il dominio dei Kőszegi nell'autunno dello stesso anno ma non riuscì a spezzare il potere di quella famiglia una volta per tutte.

## Carriera episcopale
Péter apparve per la prima volta nelle fonti a lui contemporanee nel maggio del 1275, quando fu eletto vescovo di Veszprém. In precedenza, la sua famiglia non aveva interessi nella contea di Veszprém, ma il ramo Ugod della famiglia Csák possedeva terre e castelli nella regione. L'elezione di Peter avvenne sotto pressione politica, quando i Kőszegi riguadagnarono la loro influenza nel consiglio reale entro la metà del 1275. In tali circostanze, la città di Veszprém e le terre circostanti divennero zona cuscinetto tra le due famiglie rivali, i Kőszegi e i Csáks. All'inizio del 1276, Peter Csák e i suoi alleati lanciarono una massiccia campagna militare contro i domini dei Kőszegi e dei Gutkeled. Le loro truppe saccheggiarono e devastarono il territorio della diocesi di Veszprém. Durante l'attacco, 68 persone, tra canonici e sacerdoti furono uccisi, molti altri furono torturati e derubati, mentre tutti i tesori del capitolo della cattedrale, tra cui la biblioteca e gli archivi della sua scuola furono saccheggiati e bruciati. L'università canonica non fu mai ricostruita dopo la campagna di Peter Csák. Secondo i documenti contemporanei, questo fu "il peggior attacco barbaro e il più distruttivo" in Ungheria dopo l'invasione mongola. Nonostante ciò, Peter Kőszegi mantenne la sua posizione. La sua elezione fu confermata dal papa a metà del 1276. Come da tradizione, fu cancelliere della regina Elisabetta di Sicilia nel 1277 e successivamente dal 1284 al 1285.
Dopo la morte dell'arcivescovo eletto Benedetto, il 13 marzo 1277 alcuni canonici del capitolo della cattedrale di Esztergom elessero Peter Kőszegi come suo successore. Oltre ai suoi fratelli e ai loro alleati, né Ladislao IV né gli altri gruppi baronali riconobbero il processo come valido, mentre Nicholas Kán contestò anche l'elezione, riferendosi al suo status di arcivescovo eletto degli anni precedenti. Per risolvere la situazione, papa Giovanni XXI convocò entrambi i prelati a Roma, ma essi rifiutarono di partire. Il pontefice morì il 20 maggio 1277 e papa Niccolò III gli succedette dopo sei mesi di sede vacante. Il 27 gennaio 1278 il nuovo papa convocò Nicholas Kán e Péter Kőszegi nella Curia romana. Peter Kőszegi si rifiutò di viaggiare personalmente ma inviò il suo protetto Paul Balog per ricevere supporto papale per il suo caso. Il 1º giugno 1278 il pontefice dichiarò vacante la sede di Esztergom e ordinò una nuova elezione. Successivamente il 13 giugno 1279, papa Niccolò III nominò nuovo arcivescovo Lodomer Vázsony, ponendo fine a un periodo di sette anni di sede vacante.

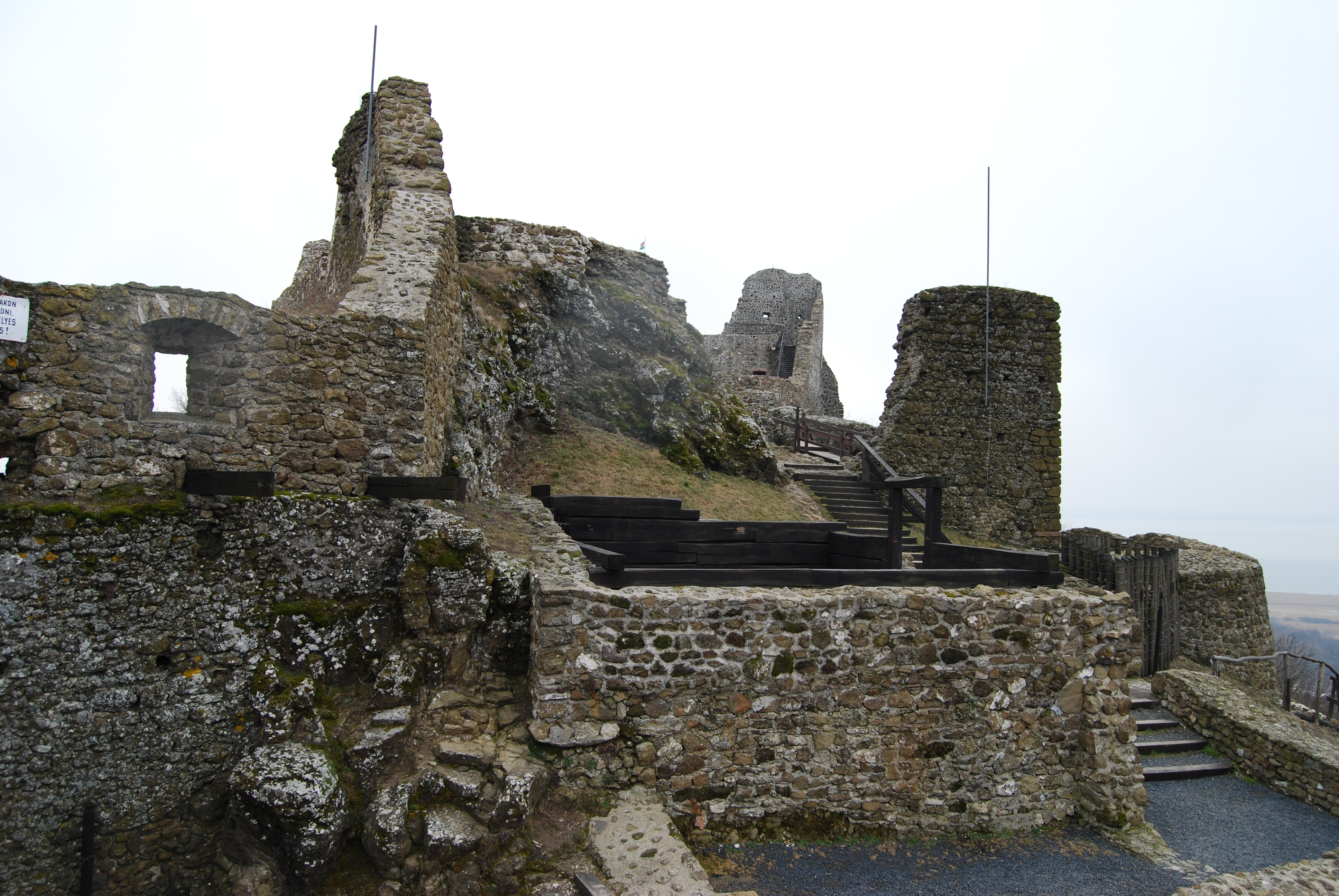
Le rovine del forte di Szigliget.

Il 21 maggio 1280, Peter Kőszegi scomunicò Nicholas Pok e i suoi tre fratelli, che avevano partecipato alle incursioni e al saccheggio di Peter Csák contro la sua diocesi. Negli anni successivi, i fratelli Pok continuarono a saccheggiare le proprietà trans-danubiane del vescovato, per esempio attaccarono e devastarono le proprietà ecclesiastiche di Tapolca, Csököly e Görgeteg intorno al 1278. Per rappresaglia, oltre alla punizione della scomunica, Peter Kőszegi ordinò alle sue truppe di fare irruzione nel monastero di famiglia del clan Pok nel villaggio omonimo vicino a Győr. Ordinò di trasferire il suo tesoro, i cimeli e i gioielli nella cattedrale di San Michele a Veszprém. Nel 1285, guidò personalmente il suo esercito episcopale nell'assedio del castello di Szigliget, anch'esso di proprietà della famiglia Pok. Lì confiscò le reliquie e diversi valori religiosi , tra cui casule, libri e gemme per la sua diocesi. Alcuni storici collegano e uniscono i due eventi e ritengono che il tesoro del monastero dei Pok sia stato trasferito al castello di Szigliget poco dopo l'invasione mongola.
Durante il suo episcopato, Peter Kőszegi subordinò la sua diocesi e le sue risorse agli interessi politici della sua famiglia al fine di estendere l'influenza sull'Ungheria occidentale. Durante la campagna reale contro Ivan Kőszegi a cavallo tra il 1283 e il 1284, Péter fornì aiuto a suo fratello e inviò il suo banderium episcopale. Avendo fallito Ladislao IV, Nicola, ed Enrico, il vescovo Péter nonostante la sua posizione di chierico, si precipitò nella regione trans-danubiana meridionale e invase e assediò congiuntamente la città episcopale di Pécs nel marzo del 1284. Quando il duca d'Austria Alberto I d'Asburgo condusse una campagna militare contro Ivan Kőszegi, che saccheggiava costantemente le terre austriache e la Stiria, il suo esercito intendeva assediare Borostyánkő (l'attuale Bernstein, in Austria) nel 1285, ma Ivan chiese aiuto ai suoi tre fratelli, incluso Péter, che reclutarono un esercito di mille persone. I fratelli dirottarono insieme contro l'esercito di Alberto. Per aumentare la sua ricchezza e il suo dominio, Péter usurpò illegalmente la decima dal monastero femminile situato nella valle di Veszprém. Il duca Alberto lanciò una massiccia campagna reale (la "Güssing Feud"; in tedesco: "Güssinger Fehde") con il suo esercito di 15 000 unità contro i Kőszegi e i loro castelli e fortezze familiari nella primavera del 1289. Ivan Kőszegi chiese di nuovo aiuto ai suoi fratelli, perché gli austriaci catturarono almeno 30 fortezze e insediamenti lungo i confini occidentali in poche settimane. Péter cercò di radunare un esercito di soccorso per riconquistare Rohonc. Pertanto, convocò un'assemblea dei suoi familiari nella sua diocesi nel maggio del 1289. Tuttavia i signori trans-danubiani erano titubanti a partecipare a una guerra privata contro il duca Alberto, respingendo gli interessi personali e familiari del vescovo. Durante la disputa emergente, un nobile offeso uccise Peter Kőszegi con la sua spada.